# Scopariopsis grisea
Scopariopsis grisea là một loài bướm đêm trong họ Noctuidae.